# Nb1.hu
Az nb1.hu Magyarország első labdarúgással foglalkozó internetes újságja.

## Története
A hírportált Imre Mátyás alapította 1999 nyarán. Profiljában kiemelt figyelemmel követi a hazai labdarúgás csapatait. Híreket, tudósításokat közöl ugyanakkor a nemzetközi labdarúgás, a külföldön futballozó magyar légiósok témájában is. 